# Uplowman
Uplowman – wieś i civil parish w Anglii, w Devon, w dystrykcie Mid Devon. W 2011 civil parish liczyła 331 mieszkańców. Uplowman jest wspomniana w Domesday Book (1086) jako Oplomie/Oplomia/Oppelaume/Oppaluma.